# Barbey (Frankrijk)
Barbey is een gemeente in het Franse departement Seine-et-Marne (regio Île-de-France) en telt 161 inwoners (2004). De plaats maakt deel uit van het arrondissement Provins.

## Geografie
De oppervlakte van Barbey bedraagt 4,4 km², de bevolkingsdichtheid is 36,6 inwoners per km².
De onderstaande kaart toont de ligging van Barbey (Frankrijk) met de belangrijkste infrastructuur en aangrenzende gemeenten.

## Demografie
Onderstaande figuur toont het verloop van het inwonertal (bron: INSEE-tellingen).